# Penna in Teverina
Penna in Teverina (La Penna in dialetto locale) è un comune italiano di 1 024 abitanti della provincia di Terni in Umbria.
Penna in Teverina è un comune di poco più di mille abitanti della provincia di Terni, il più piccolo dell’Umbria come superficie, ad economia prevalentemente agricola, si trova nella valle del Tevere.

## Geografia fisica
- Classificazione climatica: zona D, 1914 GR/G

## Origini del nome
"Penna" deriva dal latino pinna, che significa cima, altura, cocuzzolo. Il paese sorge, infatti, in cima ad un terrazzo fluviale del Tevere.

## Storia
Tra i primi nuclei insediativi di cui rimane traccia è la villa rustica nell’area di Penna Vecchia, a sud ovest dell’attuale centro urbano, a circa 62 metri di altitudine, alla confluenza del Rio Grande con il Tevere in località Castiglioni, i resti di epoca romana come la cella vinaria testimonierebbero la fertilità di questa area, fonte di pregiato olio e vino. La vicinanza con il porto di Seripola e la facilità dei collegamenti con Roma fu probabilmente stimolo alla costruzione di numerose villae. I reperti funerari come i manufatti di P. Melluti Crescenti, conservati presso la Sede Comunale, sono prova dello stato socialmente elevato dei titolari.
Importante sito strategico, alla fine dell'Impero romano divenne borgo fortificato: fu costruito il castello, con funzione strategica per il controllo delle vie commerciali fluviali del Tevere, ma anche della via Amerina e della vallata sottostante. Le prime fonti scritte che nominano Penna risalgono al XII secolo. Già nel secolo XIII è documentata la presenza in zona delle famiglie Orsini e Colonna, e Penna fu nel dominio dell’una o dell’altra, ora attraverso vendite, ora invece per occupazione militare. Penna, nel 1354 fu occupata dalla compagnia di fra' Moriale, i cui uomini saccheggiarono la città. Nel 1360 furono i Cappelletti ad impadronirsi di Penna, dopo aver occupato la vicina Giove. Nel 1378 i feroci brettoni, capeggiati da un parente dei conti di Baschi, la devastarono, così come avvenne nel XV secolo ad opera di Nicolò Fortebraccio. Il papa Nicolò IV, in tale occasione, chiese aiuto a Francesco Sforza che, dopo aspri combattimenti, riconquistò i castelli occupati dalle truppe del Fortebraccio. 
In possesso degli Orsini, nel 1437 passò sotto la giurisdizione di Amelia, quindi di Perugia, a metà del XV secolo se ne impadronì il conte Everso dell’Anguillara e, infine, dal 1479, passò sotto il dominio diretto della Chiesa, poi dei Colonna. Nel 1492 Stefano Colonna affidò il paese alla giurisdizione di Amelia. Il 7 dicembre 1502, Gian Corrado Orsini di Mugnano, signore di Bomarzo e condottiero della Repubblica di Venezia acquistò il castello di Penna da Francesco Colonna da Palestrina per tremilaseicento ducati. Nel 1528 il famoso bandito Maramaldo, che si era accordato con i Lanzichenecchi, passò per Penna, razziando e saccheggiando la cittadina. Alla morte di Gian Corrado (21 dicembre 1535), il figlio Maerbale Orsini, entrò in possesso di Castel Penna e la elesse propria residenza, affrontando una serie di spese per la costruzione del palazzo e delle pertinenze. Maerbale si prodigò nella sistemazione dei suoi possedimenti dando vita ad un complesso del quale la celebre Fonte Orsina rappresentava la massima attrattiva. Alla morte di Maerbale avvenuta nel 1579, senza aver lasciato discendenza diretta, i possedimenti passarono al fratello Vicino e con il passare degli anni e di vendite, la proprietà all’inizio del XIX secolo, passò ai marchesi Del Gallo di Roccagiovine.
Dopo l’occupazione francese, del 1816 Penna risulta essere luogo baronale, nel territorio della Delegazione di Spoleto nella Provincia dell’Umbria. Nel riparto territoriale del 1817 e in quello del 1827, insieme ad Attigliano, è un appodiato della Comunità di Giove, sottoposta al governatore di Amelia. Nei successivi riparti del 1833 e nel 1858 è, invece, un comune, unito ad Amelia, luogo di residenza del governatore ed appartenente al Distretto di Terni nella Delegazione di Spoleto prima, alla Provincia di Spoleto poi. Il 18/03/1861, con l’Unità d’Italia entra a far parte del nuovo regno, compresa nella Provincia dell’Umbria, mantenendo l’autonomia comunale. Il 14/06/1863 cambia denominazione, assumendo l’attuale nome Penna in Teverina. Il 16/08/1882 è in provincia di Perugia e, infine, il 12/01/1927 entra a far parte della neo costituita provincia di Terni.

### Simboli
Lo stemma e il gonfalone sono stati concessi con DPR del 10 gennaio 1985.
Lo stemma si può blasonare:
All'arma della famiglia Orsini è sovrapposto in cuore lo scudetto con figure che richiamano il nome del Comune: una penna d'oca e il fiume Tevere.
Il gonfalone è un drappo partito di giallo e di rosso.

## Monumenti e luoghi d'interesse
Oggi il centro storico costituisce solo una piccola parte dell’abitato: il resto di costruzione recente o recentissima, si allarga al di fuori delle antiche mura, dove sorgono le scuole, il Comune, la palestra i giardini, impianti sportivi e parchi attrezzati. Oltre alla bellezza della campagna amerina, Penna in Teverina offre la ricchezza dei suoi monumenti.
Il borgo medioevale, scandito da torri e da porte, presenta ancora la sua struttura originale, con caratteristici vicoletti e ripide scale esterne: si accede dalla porta Civica, che immette nella piazza di San Valentino dove sorge la chiesa parrocchiale di Santa Maria della Neve. La chiesa ha origini medioevali, è ricordata almeno dal 1276, ma nulla rimane della costruzione originaria. È stata ampliata e completamente ristrutturata nei secoli XVI e XVII. L’iscrizione del portale reca la data del 1651. Altri restauri e alterazioni sono avvenute nel periodo post bellico. La facciata classicheggiante è molto semplice, l’interno è ad unica navata le cui pareti laterali presentano tre grandi arcate cieche la chiesa presenta un’abside semicircolare. L’ultimo altare nella parete di destra conserva dietro una protezione di legno dipinto con impresso un simbolo riferito alla Madonna, una tela non esposta, raffigurante la madre di Gesù. Il catino absidale è ornato con un dipinto del ‘600, La Madonna della Neve e san Valentino patrono di Penna.
In un prospiciente locale si può ammirare un magnifico presepe animato, disposto su una superficie di 27 metri quadrati. D'ispirazione biblica, con un paesaggio mediorientale e con personaggi che indossano i tradizionali costumi di questa regione, è caratterizzato da accurate riproduzioni di scene di vita quotidiana, rappresentazioni di arti e mestieri con oltre 200 statuine di cui 140 animate.
Da visitare palazzo Orsini, dove, oltre ad un bel giardino all’italiana, sono ancora visibili sulla facciata gli stemmi delle due famiglie a cui appartenne: la rosa schiacciata degli Orsini e l'anguilla degli Anguillara. Notevoli i busti dei "Mammalocchi", originali colonne marmoree in travertino con figure allegoriche situate all’ingresso di una villa privata, già proprietà degli Orsini, oggi dei Marchesi del Gallo di Roccagiovine. Le gigantesche figure allegoriche sono opera di Pirro Ligorio, ideatore dei giardini di Villa D'Este a Tivoli e delle fantastiche figurazioni del Sacro Bosco di Bomarzo. L'elemento chiaro che ne assegna la proprietà agli Orsini è la presenza della rosa schiacciata alla base della struttura.
Nei dintorni, presso Castiglioni, sono visibili i resti di un ponte sul Tevere di epoca romana, e nelle campagne quelli di una villa romana, in località Pennavecchia.

## Società

### Evoluzione demografica
Abitanti censiti

## Cultura

### Eventi
Festa della Vendemmia, primo fine settimana di ottobre, dove il borgo si veste a festa per esaltare la tradizione del vino e dei vigneti, molto presenti nel territorio. 
Altri eventi da segnalare, la festa del patrono S. Valentino il 14 Febbraio, Penna in Fiore il secondo weekend di maggio,infine la festa della Madonna della Neve il 5 agosto, dove si può degustare il tortiglione dolce tipico pennese. 

## Economia
L'economia del comune è prevalentemente agricola, si trova nella valle del Tevere a 35 km a sud-ovest del capoluogo. 
Anche se è il meno esteso tra i comuni della Regione Umbria è meta del turismo rurale legato ai prodotti tipici e ai paesaggi sia per resti archeologici.